# Moritz August Seubert
Moritz August Seubert (2 de juny de 1818 a Karlsruhe – 8 d'abril de 1878 a Karlsruhe) va ser un botànic alemany.

## Biografia
Seubert primer va assistir al Lyzeum de Karlsruhe i ja en aquell moment va contactar amb el botànic, Alexander Braun. El 1836, estudià medicina a la Universitat de Heidelberg i el 1837, ciències naturals a la Universitat de Bonn. Els seus professora a Bonn van ser Georg August Goldfuss, Ludolph Christian Treviranus i Johann Jakob Nöggerath. Després de doctorar-se a Bonn, es traslladà a la Universitat de Berlín, on va ser professor.
El 1846, va obtenir la càtedra de botànica i zoologia a la Universitat de Karlsruhe com successor d'Alexander Braun.
Seubert va publicar diverses obres. La seva Flora azorica, on analitzava els herbaris de Christian Ferdinand Friedrich Hochstetter i el seu fill, Karl Hofstetter, aparegué el 1844. També treballà a Flora Brasiliensis, publicada per Carl Friedrich Philipp von Martius, amb les famílies de plantes Alismataceae, Amaryllidaceae, Butomaceae i Liliaceae. També va escriure Lehrbuch der gesamten Pflanzenkunde (Llibre de text de Tota la Botànica). El 1836, el seu Exkursionsflora für das Großherzogthum Baden (sobre la Flora del gran Ducat de Baden) aparegué el 1869.
l'any 1843, Carl Sigismund Kunth va donar el nom del gènere Seubertia (família Liliaceae) en el seu honor.